# Aljaksandr Karsjakevitj
Aljaksandr Karsjakevitj (belarusiska: Аляксандр Уладзіміравіч Каршакевіч, Aljaksandr Uladzimiravitj Karsjakevitj; ryska: Александр Владимирович Каршакевич, Aleksandr Vladimirovitj Karsjakevitj), född 6 april 1959 i Asjmjany i dåvarande Vitryska SSR, är en vitrysk före detta sovjetisk handbollsspelare. Han är högerhänt och spelade i anfall som vänstersexa.
Aljaksandr Karsjakevitj sägs vara den handbollsspelare som var först med det karaktäristiska handbollstricket att "knorra" in bollen i mål.

## Biografi
Aljaksandr Karsjakevitj spelade för Sovjetunionen vid OS 1980 i Moskva och vid OS 1988 i Seoul. Han var en bland åtta av totalt 20 spelare i truppen som inte kom från Moskva. Han var den enda från Vitryska SSR.
Efter att Aljaksandr Karsjakevitj avslutat sin karriärdrabbades han av belateral höftledartros och flyttade till Tyskland i tre år för att arbeta. Han tillfrisknade dock. 1993 återvände han till Vitryssland. 1995 blev han assisterande tränare för Vitrysslands herrlandslag och i SKA Minsk bakom Spartaku Miranovitju, vän och tränare under hela karriären i klubblaget SKA Minsk. Han har sedan dess innehaft olika roller i SKA Minsk och inom Vitrysslands handbollsförbund.

## Meriter
Klubblag
- Sovjetisk mästare: 6 (1981, 1984, 1985, 1986, 1988 och 1990)
- Europacupmästare (nuvarande Champions League): 3 (1987, 1989 och 1990)
- Cupvinnarcupmästare: 2 (1983 och 1988)

Landslag
- U21-VM 1979 i Danmark och Sverige:  Guld
- OS 1980 i Moskva:  Silver
- VM 1982 i Västtyskland:  Guld
- OS 1988 i Seoul:  Guld
- VM 1990 i Tjeckoslovakien:  Silver